# Юркова, Татьяна Дмитриевна
Татьяна Дмитриевна Юркова (1872, Галич, Костромская губерния — 9 июня 1957, Астрахань) — Герой Труда (1928), заслуженная учительница Калмыцкой АССР, сыгравшая значительную роль в организации школьного образования в Элисте в конце XIX — начале XX веков.

## Биография
Родилась в 1872 году в городе Галич Костромской губернии в семье бывшего крепостного крестьянина. Учиться начала в Нижегородской женской гимназии, позднее училась в Астраханской женской гимназии, которую закончила в 1889 году. В том же году получила аттестат на звание учительницы начальной школы и стала давать частные уроки. В 1890 году Татьяна Юркова поступила на работу учительницей в женской ремесленной школе.
В 1893 году из-за сложных семейных обстоятельств Татьяна Юркова подала прошение Управлению калмыцкого народа с просьбой направить её учительницей в Калмыкию. 18 ноября 1893 года она прибыла в Эркетеневскую школу, которая находилась в ставке Яндыко-Мочажского улуса. В этой школе Татьяна Юркова проработала 12 лет.
В 1902 году она переехала в Элисту — южную ставку Малодербетовского улуса. В Элисте она познакомилась с врачом Семёном Залкиндом. Став учительницей Манычской улусной школы, она решает добиться строительства новой школы в Элисте. Она обращается в Управление калмыцким народом с прошением о финансировании. Управление калмыцким народом дало разрешение строить новую школу, но только за счёт частных пожертвований. В 1904 году началось строительство новой школы в Элисте. В 1906 году новая школа была построена и в 1907 году в школе началось обучение. Здание новой школы состояло из двух классных комнат, одного зала и спальни для детей. Это здание сохранилось до нашего времени и известно в Элисте как «Красная школа» (ул. Ленина, 199). В последующие годы в Красной школе располагалась начальная школа Калмыцкого педучилища.
В 1905 году Татьяна Юркова совместно с Семёном Залкиндом начали организацию женского образования в Элисте. 1 октября 1906 года в Элисте была открыта женская школа.
Эти две первые школы положили начало систематическому школьному образованию в Калмыкии.
После Октябрьской революции из-за боевых действий на территории Манычского улуса занятия в школах пришлось прекратить. 29 января 1919 года школы были эвакуированы вместе с учениками и педагогическим персоналом в Ики-Чоносоновское аймачное училище. После возвращения в Элисту в 1920 году Татьяна Юркова была назначена заведующей Манычского отдела народного образования. Татьяна Юркова начала заниматься организацией школьного образования в Калмыкии. В 1921 году Татьяна Юркова отправилась в Астрахань, где начала работать в Калмыцком педагогическом техникуме. В Астрахани Татьяна Юркова, кроме педагогической деятельности, занималась также общественной деятельностью. Она была членом Калмыцкого облисполкома трёх созывов, депутатом Астраханского городского совета, делегатом I-го Всесоюзного учительского съезда.
5 марта 1928 года за педагогическую деятельность была удостоена звания Героя Труда.
В 1940 году Президиум Верховного Совета Калмыцкой АССР присвоил Татьяне Юрковой почётное звание заслуженной учительницы Калмыцкой АССР.
9 июня 1957 года Татьяна Юркова скончалась в Астрахани.

## Память
- Барельеф Татьяны Юрковой находится на стене Героев Социалистического Труда на Аллее Героев, площадь Победы, Элиста.